# Provincia di Bilecik
La provincia di Bilecik (in turco Bilecik ili) è una provincia della Turchia.

## Geografia fisica
La provincia di Bilecik si trova nella regione di Marmara ed è priva di sbocco a mare. Confina con le province di Sakarya, Bolu, Eskişehir, Kütahya e Bursa.

## Geografia antropica

### Suddivisioni amministrative

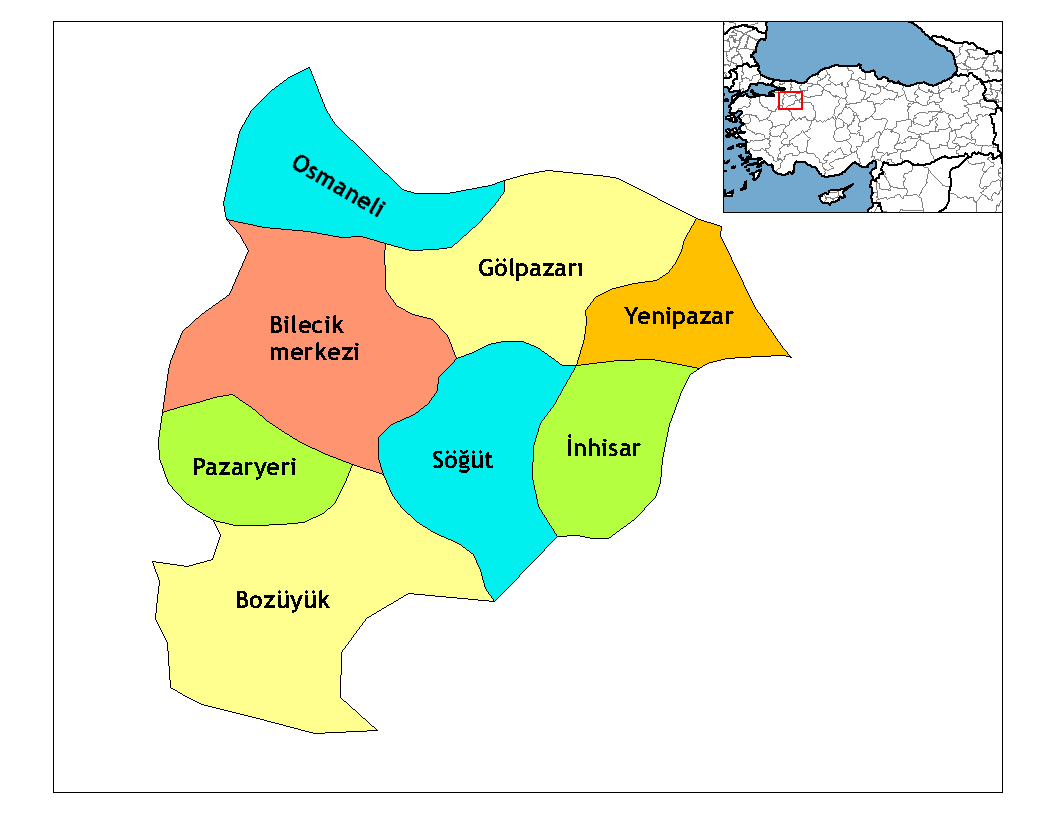
Distretti della provincia di Bilecik

La provincia è divisa in 8 distretti: 	
- Bilecik (centro)
- Bozüyük
- Gölpazarı
- İnhisar
- Osmaneli
- Pazaryeri
- Söğüt
- Yenipazar

Fanno parte della provincia 15 comuni e 244 villaggi.